# Eudigraphis taiwaniensis
Eudigraphis taiwaniensis är en mångfotingart som beskrevs av S. Ishii 1990. Eudigraphis taiwaniensis ingår i släktet Eudigraphis och familjen penseldubbelfotingar. Inga underarter finns listade i Catalogue of Life.